# Friedrich Schönemann (Verwaltungsjurist)
Friedrich August Schönemann (* 4. April 1801 in Greußen; † 10. November 1874 in Sondershausen) war ein hochrangiger Verwaltungsbeamter im Fürstentum Schwarzburg-Sondershausen.

## Leben

### Familie
Friedrich war ein Sohn des Lohweißgerbers und Senators (Ratsherrn) in Greußen Johann Christian Friedrich Schönemann und seiner Frau Johanne Friederike Christine geb. Klemm. Er verlobte sich im September 1832 mit Louise Sophia Kämpf (* 9. Dezember 1802 in Arnstadt; † 12. Juli 1874 in Sondershausen), Tochter des Kaufmanns Friedrich Heinrich Kämpf; Heirat am 3. Januar 1833.
Der Sohn Emil Friedrich Oscar Schoenemann (* 25. November 1834 in Arnstadt) wurde Staatsanwalt in Eisenach und bewarb sich 1881 für den Reichstag.

### Berufsgang
Ab Frühjahr 1821 studierte Schönemann in Jena. Ab Januar 1824 durfte er juristisch praktizieren; im Juli 1825 wurde er Sekretär bei der Sondershäuser Regierung und dem Konsistorium, im November 1827 Assessor und im April 1828 Regierungs- und Konsistorialrat ebenda. Noch im selben Jahr wurde er in gleicher Funktion an Regierung und Konsistorium in Arnstadt versetzt. Im April 1836 wurde er Oberregierungs- und Oberkonsistorialrat. Im Dezember 1839 wurde er außerdem zum Mitglied des Arnstädter Medizinalkollegiums ernannt. Kurz darauf wurde er mit der Leitung der Arnstädter Regierung betraut, im Januar 1840 zunächst interimistisch und ab Juni als Regierungs- und Konsistorialdirektor mit allen Rechten und Pflichten eines Chefs; im Januar 1842 wurde der Titel Regierungs-Präsident eingeführt.
Im März 1846 wurde Albert von Holleuffer Chef der Staatsregierung; Schönemann wurde im April interimistisch zum Mitglied des völlig neu besetzten Geheimerats-Kollegiums in Sondershausen berufen. Im August wurde dem Oberkonsistorialrat Heinr. Aug. Schneemann aus „wichtigen Staatsrücksichten“ die Leitung des Sondershäuser Konsistoriums und Schulkollegiums entzogen und Schönemann anvertraut. Bei der Auflösung der Arnstädter Regierung zum 1. April 1847 wurde er Regierungspräsident in Sondershausen, blieb aber zunächst weiter Mitglied im Geheimerats-Kollegium. Die Mitgliedschaft wurde erst Ende Oktober 1847 aufgehoben.
Holleuffer wurde Anfang Januar 1848 entlassen, und in der Folge der Märzrevolution wurde am 17. März 1848 Friedrich Chop neuer Chef der Staatsregierung. Anfang April wurde Schönemann „aus wichtigen Staatsrücksichten in ehrenvoller Weise von seinen Dienstgeschäften entbunden“. Die Gründe für diese Freistellung sind nicht offiziell bekannt. Sie endete erst zwei Jahre später: Im März 1850 wurde er zunächst wieder in das Geheimerats-Kollegium und dann zum 1. Juli als Geheimer Regierungsrat in das neu geschaffene Ministerium berufen, als Vorstand der Abteilung für Kirche und Schule und der Abteilung für die Justiz.
Anfang Januar 1852 trat Chop von allen Ämtern zurück. Schönemann wurde mit der interimistischen Vertretung betraut: Chef des Ministeriums und Dirigent der Abteilung für die Angelegenheiten des Fürstlichen Hauses, des Äußeren und des Militärs; gegenüber dem Landtag Repräsentation der Regierung. Regierung und Landtag standen vor der Aufgabe, die im vorherigen Landtag erarbeitete liberale Landesverfassung den restaurativen Forderungen des Bundesreaktionsbeschlusses anzupassen. In seiner Ministerfunktion verantwortete Schönemann die Entwürfe aller Gesetze, die von diesem Landtag beraten und beschlossen wurden, insbesondere das Gesetz zur Veränderung der Verfassung; dabei gab es langwierige Auseinandersetzungen mit dem Verfassungsausschuss unter Leitung von Holleuffer und später Carl Gottschalck. Zum Schluss wurde ohne längere Diskussion das Wahlrecht tiefgreifend umgestaltet, indem ein Zwei-Klassen-System eingeführt wurde kombiniert mit einem rudimentären Zweikammersystem, bei dem der Fürst den gewählten Abgeordneten eine Vorschlagsliste präsentierte, aus der sie vier Personen als lebenslange Landtagsmitglieder wählten – „eine bisher nirgends getroffene Einrichtung“. Auch im nächsten Landtag gab es eine (kleinere) Verfassungsänderung.
Im September 1854 wurde Schönemann zum Geheimen Staatsrat ernannt. Die Ministervertretung endete erst im Mai 1855, als Oscar von Elsner in das Ministeramt eintrat. 1857 erhielt er das Schwarzburgische Ehrenkreuz II. Klasse bei der ersten Verleihung des neu gestifteten Ehrenzeichens am 7. August. Der Großherzog von Sachsen-Weimar-Eisenach verlieh ihm im Februar 1860 das Komthurkreuz des Hausordens der Wachsamkeit oder vom weißen Falken.
Nach Hülsemanns Tod im August 1862 bat Schönemann (im 62. Lebensjahr stehend) um Entpflichtung von seinem Amt. Sie wurde ihm im September gewährt, zusammen mit dem Schwarzburgischen Ehrenkreuz I. Klasse.

## Nachweise
1. ↑  Den zweiten Vornamen gibt Lengemann als „August“ an. In einigen Bekanntmachungen steht stattdessen „Albert“.
2. ↑  Todesanzeige und Kirchenamtsangabe in Regierungs- und Nachrichtsblatt für das Fürstenthum Schwarzburg-Sondershausen vom 12. und 14. November 1874, S. 544 und 548.
3. ↑  vgl. F. W. Sternickel: Chronik der Stadt Greußen [1829], S. 13.
4. ↑  Todesanzeige und Kirchenamtsangabe in Regierungs- und Nachrichtsblatt für das Fürstenthum Schwarzburg-Sondershausen vom 14. und 18. Juli 1874, S. 336 und 344.
5. ↑  Verlobungs- und Heiratsanzeige in Arnstädtisches Regierungs- und Intelligenz-Blatt vom 22. September 1832, S. 178, und vom 5. Januar 1833, S. 3.
6. ↑  Kirchenamtsangabe in Arnstädtisches Regierungs- und Intelligenz-Blatt vom 14. Februar 1835, S. 45.
7. ↑  Lebensabriss in Der Deutsche. Zeitung für Thüringen und den Harz vom 22. Oktober 1881, Nr. 248; Wahlergebnis in Nr. 254.
8. ↑  Eingeschrieben am 19. Mai 1821 als „Joan. Frider. Schönemann“ (Matrikel der Universität Jena 1801‒1854, S. 145).
9. ↑  Regierungs- und Intelligenz-Blatt vom 17. Januar 1824, S. 17f., vom 30. Juli 1825, S. 241, vom 25. November 1827, S. 380, und vom 13. April 1828, S. 121.
10. ↑  Arnstädtisches Regierungs- und Intelligenz-Blatt vom 1. November 1828, S. 193.
11. ↑  Arnstädtisches Regierungs- und Intelligenz-Blatt vom 9. April 1836, S. 68.
12. ↑  Privilegirtes Arnstädtisches Regierungs- und Intelligenz-Blatt vom 14. Dezember 1839, S. 217.
13. ↑  Privilegirtes Arnstädtisches Regierungs- und Intelligenz-Blatt vom 25. Januar und 6. Juni 1840, S. 13 und 95, und vom 15. Januar 1842, S. 13.
14. ↑  Mit ihm zusammen wurde der Landes-Justizrat Theodor Chop aus Arnstadt in das Kollegium geholt, und im Juli kam Wilhelm Hülsemann nach Sondershausen. (Fürstlich Schwarzb. Regierungs- und Intelligenz-Blatt vom 14. März, 25. April und 11. Juli 1846, S. 89, 139 und 233–235.)
15. ↑  Privilegirtes Arnstädtisches Regierungs- und Intelligenz-Blatt vom 8. August 1846, S. 253.
16. ↑  Fürstlich Schwarzb. Regierungs- und Intelligenz-Blatt vom 16. Januar 1847, S. 17, und vom 30. Oktober 1847, S. 425.
17. ↑  Fürstlich Schwarzb. Regierungs- und Intelligenz-Blatt vom 8. April 1848, S. 121.
18. ↑  Seine Funktionen als Regierungspräsident wurden von seinem Stellvertreter Adolf Gottschalck wahrgenommen.
19. ↑  Anscheinend diente er bei Chops Verhandlung mit aufständischen Gruppen in Arnstadt am 29. März als ein symbolisches Opfer. (Kunze S. 29f.; Ziegenhardt S. 70.)
20. ↑  Fürstlich Schwarzb. Regierungs- und Intelligenz-Blatt vom 30. März und 22. Juni 1850, S. 143 bzw. S. 260.
21. ↑  Landtagsprotokoll vom 6. Januar 1852, S. 9.
22. ↑  Protokolle der Deutschen Bundesversammlung vom Jahre 1851. Frankfurt a. M., S. 271–274.
23. ↑  Die juristische Detailarbeit lag bei Wilhelm Hülsemann, der inzwischen Vorstand der Finanzabteilung war.
24. ↑  Verfassungsgesetz-Änderung vom 2. August 1852 (Gesetz-Sammlung 1852 Nr. 44).
25. ↑  Vgl. Landtagsprotokoll vom 19. Januar 1852, S. 27–29; Deputationsbericht vom 13. Jan., Denkschrift, die Abänderung des Verfassungsgesetzes betreffend, vom 13. März, Anderweiter Bericht vom 28. April und Bericht der Verfassungsdeputation vom 6. Juli 1852.
26. ↑  Holleuffer arbeitete ab Mitte Juni 1852 nicht mehr in allen Ausschüssen mit (Sitzungsprotokoll vom 23. Juni 1852, S. 438f.); die Leitung des Verfassungsausschusses erhielt Gottschalck.
27. ↑  Eingebracht am 9. Juli; Bericht der Verfassungsdeputation vom 25. Juli; Wahlgesetz vom 1. Oktober 1852 (Gesetz-Sammlung Nr. 62).
28. ↑  Lammert S. 125.
29. ↑  Änderung und authentische Interpretation der Verfassung vom 28. März 1854 (Gesetz-Sammlung 1854 Nr. 23).
30. ↑  Fürstlich Schwarzb. Regierungs- und Intelligenz-Blatt vom 23. September 1854, S. 461.
31. ↑  Fürstlich Schwarzburg. Regierungs- und Intelligenz-Blatt vom 26. Mai 1855, S. 247.
32. ↑  Fürstlich Schwarzb. Regierungs- und Intelligenz-Blatt vom 8. August 1857, S. 391.
33. ↑  Weimarer Zeitung vom 11. März 1860, S. 241; Staats-Handbuch für das Großherzogthum Sachsen-Weimar-Eisenach 1864, S. 26.
34. ↑  Der Deutsche. Sondershäuser Zeitung vom 13. September 1862, S. 865. (Kurz darauf trat auch Elsner zurück.)

| Personendaten    | Personendaten                                              |
| ---------------- | ---------------------------------------------------------- |
| NAME             | Schönemann, Friedrich                                      |
| ALTERNATIVNAMEN  | Schönemann, Friedrich August; Schönemann, Friedrich Albert |
| KURZBESCHREIBUNG | deutscher Verwaltungsjurist                                |
| GEBURTSDATUM     | 4. April 1801                                              |
| GEBURTSORT       | Greußen                                                    |
| STERBEDATUM      | 10. November 1874                                          |
| STERBEORT        | Sondershausen                                              |